# Vincenc Zahradník

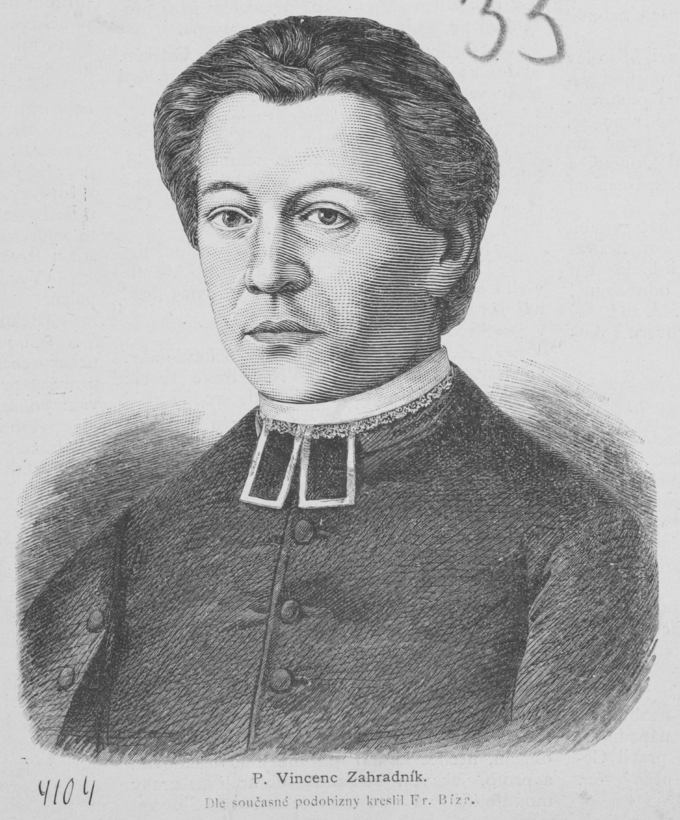
Vincenc Zahradník

Vincenc Zahradník (* 29. Dezember 1790 in Mladá Boleslav; † 31. August 1836 in Křešice) war ein tschechischer Priester, Philosoph und Fabeldichter.

## Leben
Nach dem Gymnasialabschluss in seiner Heimatstadt begann er 1807 ein Theologiestudium in Litoměřice, wo er 1813 die Priesterweihe erhielt. Anschließend wirkte er als Kaplan in Křinec und Všejany. Bischof Josef Franz Hurdálek berief ihn 1816 zu seinem Sekretär und übertrug ihm die Leitung der bischöflichen Bücherei. 1818 veröffentlichte Zahradník in der von Jan Nejedlý herausgegebenen Zeitschrift Hlasatel český seine Rozjímání o některých stránkách praktické filosofie (Betrachtungen über einige Seiten der praktischen Philosophie), die Alois Vojtěch Šembera später als erste tschechische philosophische Schrift des 19. Jahrhunderts deklarierte.
1820 wurde Zahradník zum Professor für Pastoraltheologie am Leitmeritzer Priesterseminar berufen.
Wegen seiner Unterstützung des Rektors Michael Fesl, der gleichfalls die Gedanken Bernard Bolzanos vertrat, wurde Zahradník 1821 auf Betreiben des Hofpfarrers Jakob Frint vom Dienst suspendiert, verhaftet und ein Verfahren wegen Beteiligung an Vorbereitungen für die Gründung eines christlichen Geheimbundes zur nationalen Erneuerung eingeleitet. Schließlich wurde das Verfahren noch im selben Jahre wieder eingestellt und Zahradník auf die unbedeutende Pfarrstelle in Saubernitz abgeschoben. In dieser Zeit schrieb Zahradník zahlreiche Fabeln. 1830 wurde er Dorfpfarrer in Křešice, wo er 1836 an einer Typhuserkrankung verstarb.
Ein Teil seiner Werke erschien posthum. 1926 brachte die Gemeinde Křešice eine Gedenktafel für Zahradník am Schulhaus an. Sein Grab auf dem örtlichen Friedhof ist erhalten.

## Werke
- Bájky (Fabeln), 1832
- Bájky i básně (Fabeln und Gedichte), 1906
- Filosofické spisy (Philosophische Schriften) in 5 Bänden, 1907–1918